# DPM
A DPM, az angol Direct Part Marking kifejezés rövidítése, magyarul közvetlen alkatrész jelölésnek fordítjuk. A közvetlen alkatrész jelölés a jelkép terméken történő jelölésének folyamatára utal. Alkalmazásával könnyen megoldható a különféle termékek alkatrész szintű, egyedi azonosítóval történő ellátása. A nyomon követés és az utólagos beazonosítás a termék teljes élettartama alatt, akár több évtizeden keresztül is megoldható. Használatával biztosítható az alkatrészek termékintegritása, az alkatrész azonosítási számának keresése a gyártási folyamat során, és a termék életciklusa folyamán. Használata szükséges ha az alkatrész vagy a termék szigorú működési és felülvizsgálati környezetben található, ha ragasztós anyagok (például, címkék) használata tilos az alkatrészeken vagy a termékeken, ha a vonalkód jelképhez kijelölt felület korlátozott és ez problémákat okoz az egyéb módszereknél, illetve ha állandó jelölés szükséges.

## Előnyei
A 2 dimenziós adatmátrixok használatával az alkalmazás által meghatározott X-méreten ez a jelképrendszer az egyetlen, mely elfér a terméken. Ezek a kódok jelentősen kisebb méretben tüntethetők fel és több adatot is tartalmazhatnak, mint a hagyományos, lineáris, vagyis 1D vonalkódok. Éppen ezért fontos előnye, hogy nem kell külön helyet keresni a címke számára, emiatt nincs címkeköltség.
A felületre való közvetlen előállítás miatt biztos, hogy a terméken az életút végéig jelen lesz az azonosítószám.
További előnye, hogy olyan esetekben is alkalmazható, ahol eddig nem állt rendelkezésre megoldás pl: nagy hőmérsékletű kezelésnek vagy deformáló hatásnak kitett termék. A gyártó számára fontos előny, hogy könnyebb a visszakereshetőség, szükség esetén pontosabb a termékvisszahívás, ami időt és pénzt takarít meg. Ezzel növelhető továbbá a vásárlói elégedettség is.

## Alkalmazási területek
- elektronikai ipar
- gyógyszeripar
- egészségügy (pl. orvosi műszerek, sebészeti implantátumok)
- repülőgépipar
- hadiipar